# NGC 2695
NGC 2695 é uma galáxia lenticular (S0) localizada na direcção da constelação de Hydra. Possui uma declinação de -03° 04' 01" e uma ascensão recta de 8 horas, 54 minutos e 27,0 segundos. A galáxia NGC 2695 foi descoberta em 6 de Janeiro de 1785 por William Herschel.